# Полин Кејл
Полин Кејл (Петалума, 19. јун 1919 — Грејт Барингтон, 3. септембар 2001) била је америчка филмска критичарка и списатељица. Она је писала филмске критике за магазин Њујоркер (енгл. the New Yorker) у периоду од 1968. године до 1991. године. Била је позната по свом оштром стилу писања који је често контрирао мишљења њених савременика.
Полин је започела своју критичарску каријеру 1953. године када је објавила њену прву рецензију у магазину City Lights. Након неколико критика у магазинима као што су Moviegoer и Film Quarterly, Полин је објавила књигу I Lost it At the Movies (срп. Полудела сам у биоскопу) која је била колекција њених филмских критика које је радила за магазине као и оних које је објављивала преко радија. Популарност ове књиге довела је до Полинине сарадње са магазином Њујоркер са којим је остала до краја своје каријере.
Полин Кејл сматра се једним од најутицајнијих филмских критичара свих времена. Роџер Иберт је у њеној читуљи написао: „Полин Кејл је имала позитивнији утицај на климу америчког филма више него било која друга особа у задње три деценије." Иберт је касније у тексту додао, „Верни читаоци ће знати колико замарам сталним цитирањем Роберта Воршоа, који је у својој књизи The Immediate Experience написао: „Човек одлази да погледа филм. Критичар мора да буде довољно искрен да призна да је он човек." Полин Кејл је била толико искрена. Она је писала о свом тренутном искуству, о ономе што је осећала."
Кејл је 1972. године након председничких избора наводно изјавила: „Не могу да схватим како је Ричард Никсон постао председник кад нико кога ја знам није гласао за њега." Овај цитат је постао пример отуђивања либералне (левичарске) елите од „просечног народа" у текстовима десничарских (републиканских) политичких коментатора и по њему је ово отуђивање добило име „синдром Полине Кејл". Прави цитат потекао је са њеног предавања на састанку MLA (енг. Modern Language Association, срп. Модерни Језички Савез) на којем је рекла: „Живим у јако специјалном свету. Знам само за једну особу која је гласала за Никсона. Где су они [Никсонови остали гласачи] ја не знам. Они су ван мог друштва. Али некад кад сам у биоскопу, могу да их осетим."
Када су је 1998. године упитали да ли сматра да су њене критике утицале на развој филмова, Кејл је одговорила: „Ако кажем да, онда сам егоиста, а ако кажем не, онда сам протраћила свој цео живот."

## Биографија

### Рано детињство и почетак каријере
Полин Кејл рођена је у Петалуми у савезној држави Калифорнији у сиромашној Јеврејској породици пољског порекла, где је била најмлађа од петоро деце. Њени родитељи, Пол и Џудит били су пољопривредници и узгајивачи кокоши, који су живели у заједници са другим јеврејским мигрантима. Сиромаштво и губитак њиховог имања, прислио је породицу да се пресели из Петалуме у Сан Франциско, где је Полин похађала средњу школу, а затим и универзитет (на којем је студирала филозофију, књижевност и уметност). Кејлова није довршила своје студије, већ се исписала са универзитета 1940. године након чега се преселила у Њујорк са песником Робертом Хораном.
По повратку на Беркли три година касније, Полин је почела да пише представе и да режира експерименталне аматерске филмове. Њене представе и филмови су прошли претежно незапажено. Током похађања Берклија, Полин је започела везу са режисером Џејмсом Бротоном, са којим је добила ћерку Ђину. Џејмс је након рођења Ђине напустио Полин, па је она морала сама да се брине о беби.

Полинина каријера започела је 1953. године када је тадашњи уредник магазина City Lights, Питер Дин Мартин начуо препирку између Кејлове и њене другарице око филма Светла позорнице Чарлија Чаплина. Мартин је понудио Кејловој да напише рецензију филма, што је она и учинила, написавши провокативну критику филма под називом "Slimelight" О филму је написала: 
„Када публика постане убеђена да је кловн који их је засмејавао заправо уметник, осећаће се издато."
Поред филмских критика које је радила у магазинима, Полин је своје критике читала и преко алтернативне независне радио станице KPFA, у Берклију, а затим је постала менаџер у биоскопу Berkley Cinema-Guild and Studio где је пуштала пројекције својих омиљених филмова.